# Plébiscite de Haute-Silésie
 (juillet 2012).
Si vous disposez d'ouvrages ou d'articles de référence ou si vous connaissez des sites web de qualité traitant du thème abordé ici, merci de compléter l'article en donnant les références utiles à sa vérifiabilité et en les liant à la section « Notes et références ».

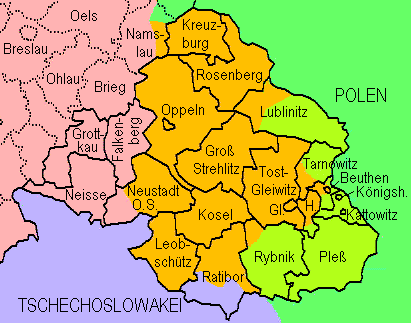
Carte de la zone du plébiscite.
En orange : Zone restant allemande.
En vert : Zone rattachée à la Pologne.
En violet : Hlučín, rattachée à la Tchécoslovaquie avant le plébiscite.

Le plébiscite de Haute-Silésie est un référendum qui s'est déroulé en mars 1921 en Haute-Silésie, région frontalière entre l'Allemagne de Weimar et la Pologne. Cette consultation, organisée en application de l'article 88 du traité de Versailles, a pour objectif de déterminer la frontière entre les deux pays, dans une région qui constitue un puzzle ethnique mélangeant des Allemands, des Polonais. D'après des statistiques d'avant-guerre, les Polonais constituaient 60 % de la population.
La période de la campagne électorale, sous le contrôle de la commission interalliée pour la Haute-Silésie est marquée par des violences de part et d'autre, deux insurrections polonaises et l'intervention d'unités paramilitaires allemandes. Cependant, le contrôle exercé par les troupes françaises, britanniques et italiennes dépêchées par la commission permet au vote de se dérouler dans le calme.
Les Alliés décident alors de la partition, mais avant que la mesure puisse entrer en vigueur, des partisans polonais, appuyés de troupes régulières polonaises, lancent une troisième insurrection, envahissant la moitié de la région plébiscitaire. Les autorités allemandes autorisent l'envoi ou au moins ne peuvent éviter l'arrivée de corps francs formés de volontaires venus de toute l'Allemagne, qui engagent le combat avec les unités polonaises.
Après une nouvelle intervention des forces commissionnaires, le partage se fait grosso modo selon la ligne de front. La décision est portée devant la Société des Nations, qui ratifie la décision et confirme le tracé de la nouvelle frontière. La Pologne se voit attribuer environ un tiers du territoire plébiscitaire, incluant la majeure partie de la zone industrialisée de Haute-Silésie.

## Contexte

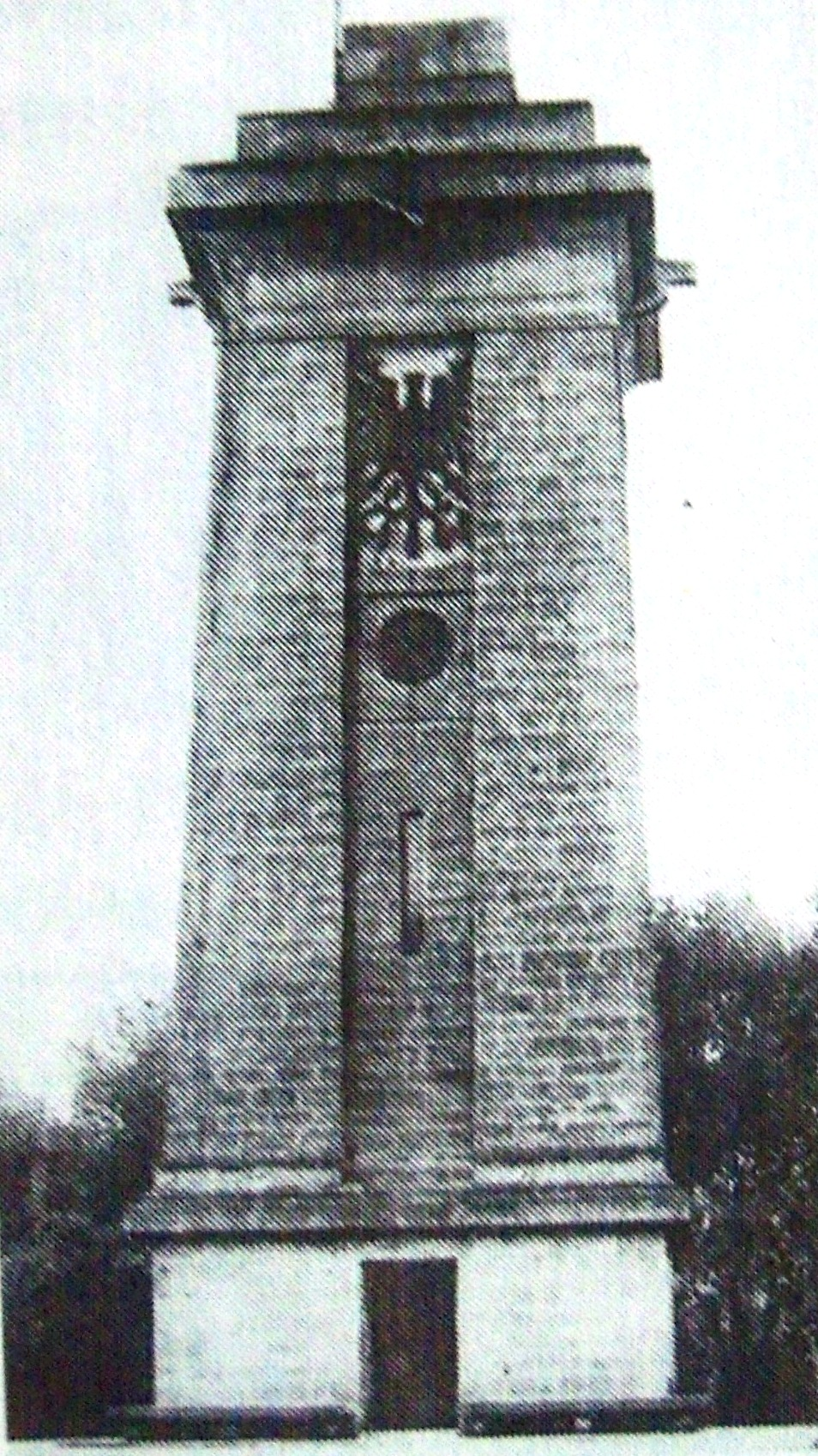
Monument en l'honneur de Bismarck à Kattowitz en 1903.

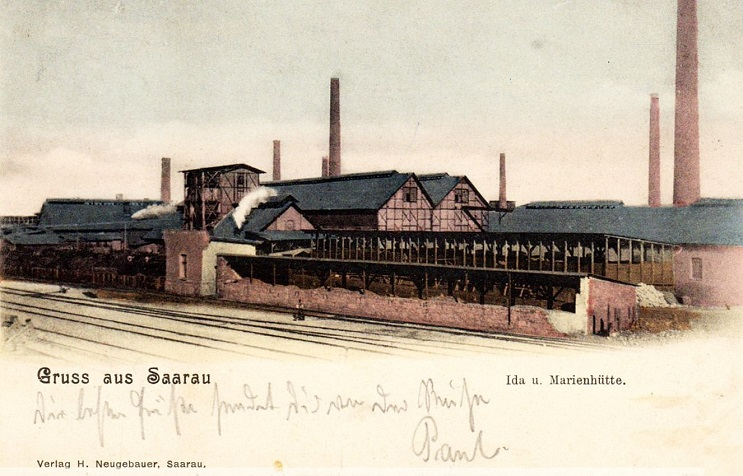
Usine à Żarów vers 1873.

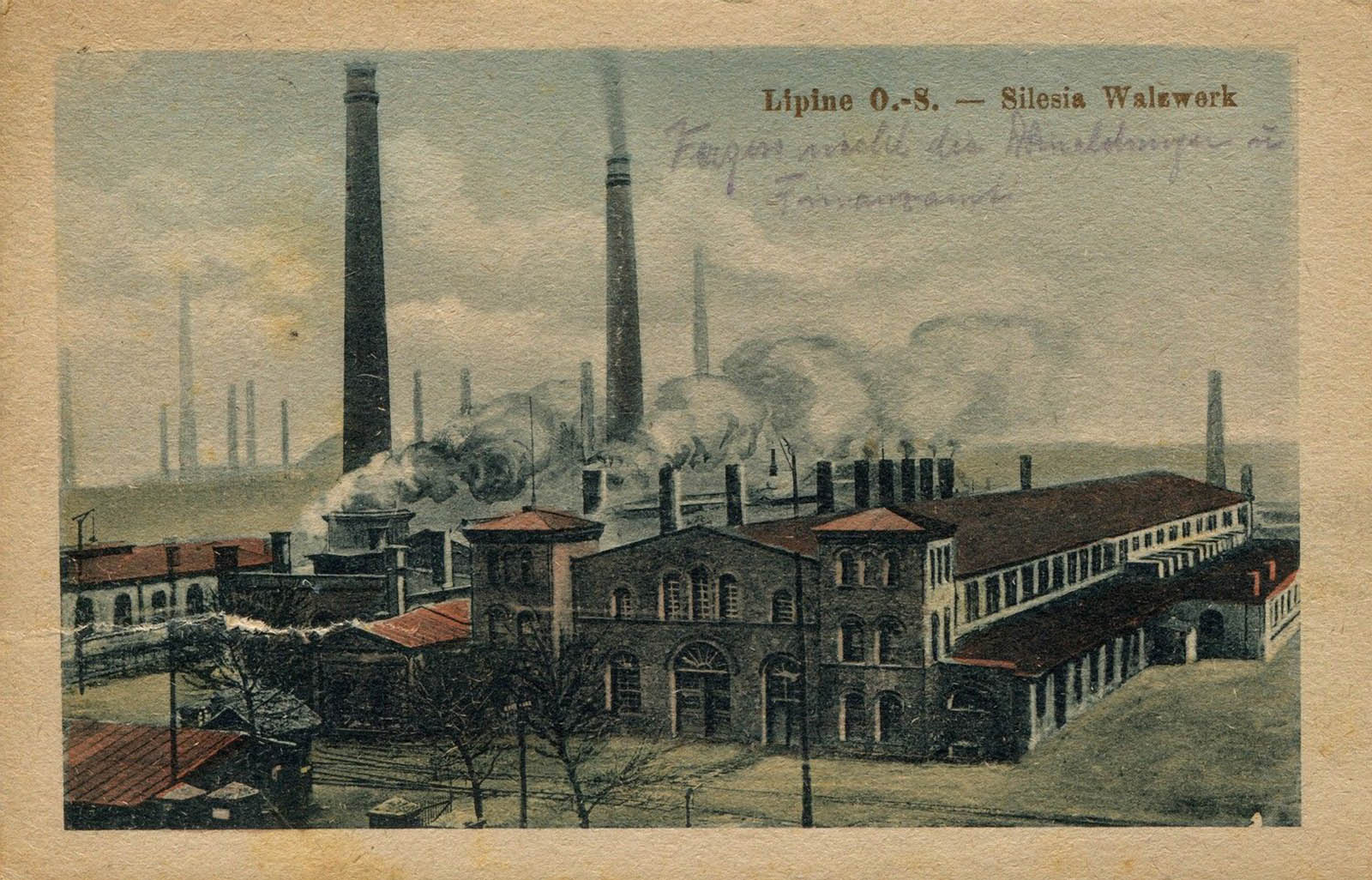
Usine de zinc à Lipiny (Świętochłowice) vers 1910.

Le traité de Versailles, qui met fin à la Première Guerre mondiale, fait éclater le territoire de l'Empire allemand, vaincu. Il attribue des territoires plutôt allemands en raison de leur histoire dans le giron de pays voisins, pour certains créés ou recréés à l'issue du conflit. Dans le cas de la Pologne, 54 000 km2 sont pris par le traité de Versailles sur l'ancien territoire impérial pour recréer le pays, disparu lors du troisième partage de la Pologne en 1795.
La plupart de ces territoires constitue une palette ethnique, comportant de fortes minorités, voire des majorités, allemandes. Pour trois de ces zones, l'incertitude est telle que les Alliés décident de recourir à un plébiscite. En attendant la votation, elles sont occupées par les forces alliées, gouvernées pour partie par des commissions alliées et pacifiées pour réunir de bonnes conditions pour ces votes qui décident de l'avenir de ces régions. Le 11 juillet 1920, lors du plébiscite d'Allenstein, deux de ces zones, les districts d'Allenstein et Marienwerder en province de Prusse-Orientale, votèrent à une écrasante majorité pour le maintien dans l'Allemagne.
Le plébiscite le plus disputé des trois était celui de Haute-Silésie. Le dernier recensement de l'Empire allemand, en 1910, donnait une population de 1 121 000 Polonais et 638 000 Allemands ; 21 districts étaient à majorité allemande, 13 à majorité polonaise ; en général, la population allemande était majoritaire dans les villes et la population polonaise dans les campagnes. Pendant la conférence de la paix de 1919, la délégation polonaise, conduite par Roman Dmowski, avait demandé le rattachement à la Pologne des régions « dont le caractère polonais était incontestable », ce qui incluait, selon lui, la Haute-Silésie. Cette demande, d'abord acceptée à l'unanimité par les Alliés, avait été ensuite remise en cause par le Premier ministre britannique Lloyd George : celui-ci fit valoir que l'Allemagne, privée d'une de ses principales régions industrielles, serait incapable de payer les réparations de guerre dues à la France et à la Belgique. Les Alliés décidèrent de remettre la décision à un plébiscite qui entraînerait éventuellement un partage des régions contestées. En effet, la Haute-Silésie était une des principales régions industrielles de l'Allemagne d'avant guerre, avec une activité centrée sur à l'extraction du charbon, mais également du fer, du zinc et du plomb et des industries métallurgiques et chimiques. Ce complexe industriel se concentre autour des villes de Beuthen, Kattowitz et Gleiwitz.
La population polonaise, surtout composée d'ouvriers agricoles et de mineurs dominés par les junkers et entrepreneurs allemands, manquait d'une classe moyenne et d'une intelligentsia capables d'encadrer le mouvement national, contrairement à d'autres régions comme la Posnanie qui avaient obtenu leur rattachement à la Pologne indépendante en 1919.

## Avant le vote: promesses et affrontements

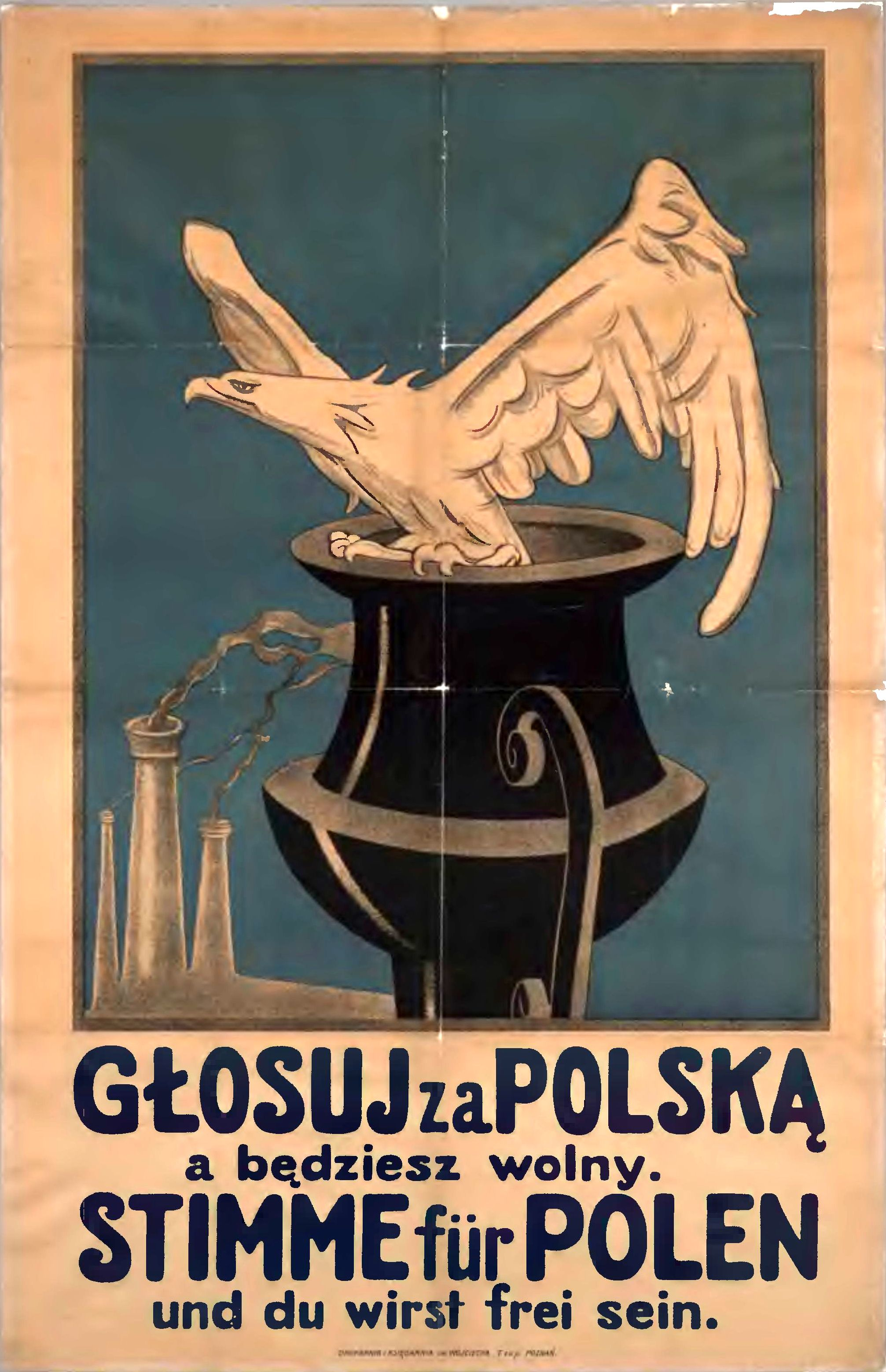
Affiche de propagande polonaise, en polonais et en allemand : « Vote pour la Pologne, et tu seras libre ».

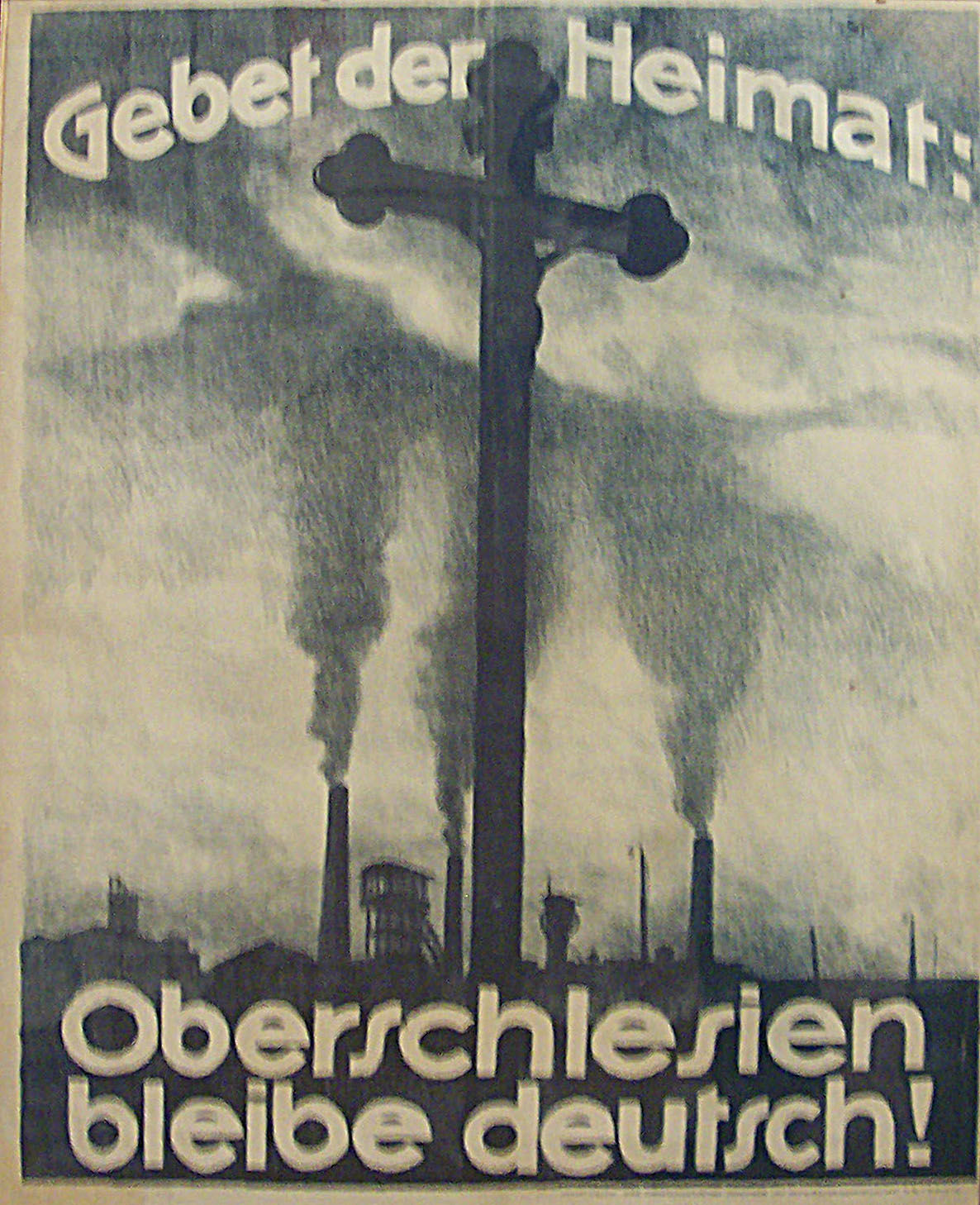
Affiche pro-allemande proclamant « La prière du pays : Haute-Silésie, reste allemande ! ».

La date du plébiscite est fixée au 20 mars 1921. Les deux partis, pro-Allemagne et pro-Pologne, sont autorisés à faire campagne et à créer pour cela des sociétés et organisations.
Dans l'attente du plébiscite, les deux camps multiplient les efforts pour gagner les électeurs. L'Allemagne, le 14 octobre 1919, offre un large statut d'autonomie à la province d'Oppeln. En face, Wojciech Korfanty, commissaire polonais chargé de l'organisation du référendum, promet l'autonomie au district de Teschen dans la Haute-Silésie austro-hongroise revendiquée par la Tchécoslovaquie.
Des moyens considérables sont alors mis en œuvre de chaque côté. Ainsi, l'argent polonais sert à aider les banques à prêter aux paysans polonais à des taux avantageux. Du côté allemand, le régime de Weimar envoie des vivres et du matériel. Des deux côtés, des forces paramilitaires sont mises à pied d'œuvre, grâce aux fonds alloués par Berlin ou Varsovie.
Une force d'interposition interalliée, composée de soldats britanniques, français et italiens, est chargée d'assurer la sécurité dans la zone du plébiscite sous le commandement du général français Henri Le Rond qui se montre généralement favorable aux Polonais. Les nationalistes polonais, impatients, déclenchent une série d'insurrections, en juin 1919 et août 1920, écrasées par la Reichswehr allemande. Dans le triangle industriel, à forte majorité polonaise, les membres de la minorité allemande subissent des pressions, des expulsions et des assassinats. Les Alliés se chargent de restaurer l'ordre dans les deux cas, mais ces insurrections amènent dans la région des volontaires allemands, constitués en corps francs. Leurs actions violentes en réaction aux manifestations polonaises ou pour défendre le territoire qu'ils estiment allemand participent du climat d'insécurité qui règne avant le plébiscite. Toutefois, il semblerait que l'efficacité de leur action ne soit pas à la hauteur de ce que l'on a pu évoquer par le passé.
Dans la région, un mouvement autonomiste prend forme, structuré en plusieurs obédiences. La plus importante de ces entités se nomme le Bund der Oberschlesier--Związek Górnoślązaków ; le bilinguisme revendiqué jusque dans le nom du mouvement marque la différenciation d'avec les deux mouvements majoritaires : pro-polonais ou pro-allemand. Ce mouvement tente d'obtenir des deux partis des garanties d'autonomie de la province, voire d'indépendance.
Principale personnalité de la campagne, Wojciech Korfanty, homme politique polonais du Parti chrétien-démocrate (en), s'active à faire émerger par un mouvement populaire sur la base d'arguments populistes, consistant en un mélange de nationalisme polonais, de prosélytisme catholique et de nationalisme catholique. Pendant la campagne, « Les partisans de Korfanty laissaient entendre que s'ils choisissaient l'Allemagne, ils supporteraient le lourd fardeau des réparations et s'ils votaient pour la Pologne, ils auraient des terres et du bétail ("la vache de Korfanty") ».

## Résultats

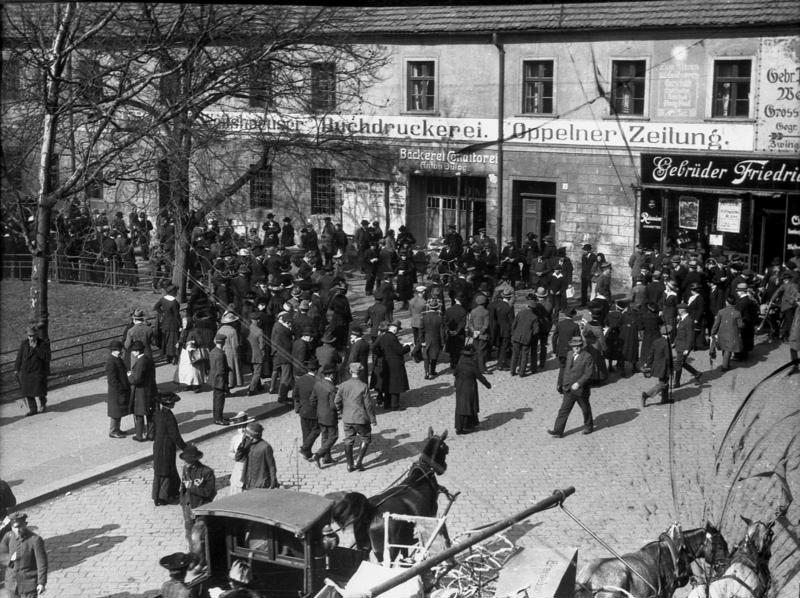
La foule attend l'annonce des résultats du plébiscite à Oppeln (Opole).

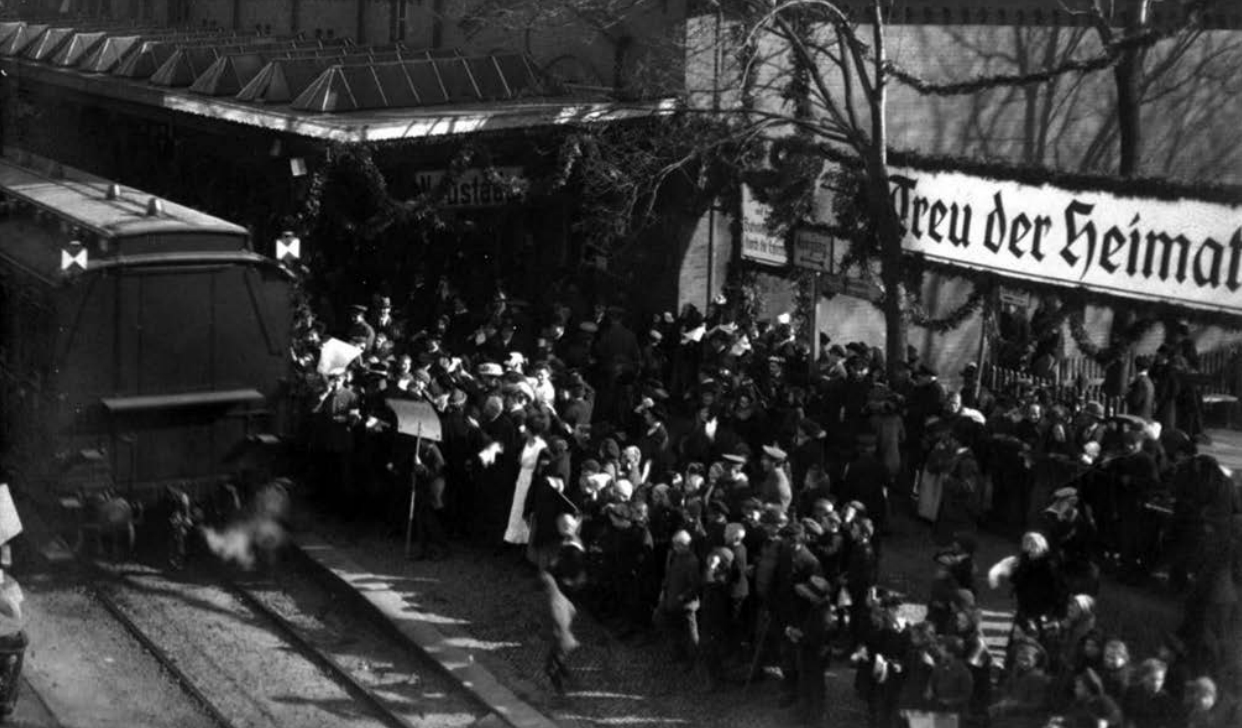
Arrivée du train avec des travailleurs migrants de l'ouest de l'Allemagne qui a participé au vote à Neustadt (Prudnik).

On décompte 1 186 758 votants, dans une région qui compte alors 2 073 663 habitants. Les résultats donnent 717 122 voix pour le rattachement à l'Allemagne et 483 514 suffrages pour la Pologne, soit grosso modo un ratio 60/40 en faveur de l'Allemagne.
| Arrondissement                   | Population (en 1919) | Inscrits  | Exprimés  | Votes pour l'Allemagne | Votes pour le rattachement à la Pologne |
| -------------------------------- | -------------------- | --------- | --------- | ---------------------- | --------------------------------------- |
| Beuthen, ville                   | 71 187               | 42 990    | 39 991    | 29 890 (74,7 %)        | 10 101 (25,3 %)                         |
| Beuthen                          | 213 790              | 109 749   | 106 698   | 43 677 (40,9 %)        | 63 021 (59,1 %)                         |
| Cosel                            | 79 973               | 51 364    | 50 100    | 37 651 (75,2 %)        | 12 449 (24,8 %)                         |
| Gleiwitz                         | 69 028               | 41 949    | 40 587    | 32 029 (78,9 %)        | 8 558 (21,1 %)                          |
| Groß Strehlitz (de)              | 76 502               | 46 528    | 45 461    | 22 415 (49,3 %)        | 23 046 (50,7 %)                         |
| Hindenburg-en-Haute-Silésie (de) | 167 632              | 90 793    | 88 480    | 45 219 (51,1 %)        | 43 261 (48,9 %)                         |
| Kattowitz, ville                 | 45 422               | 28 531    | 26 674    | 22 774 (85,4 %)        | 3 900 (14,6 %)                          |
| Kattowitz (de)                   | 227 657              | 122 342   | 119 011   | 52 892 (44,4 %)        | 66 119 (55,6 %)                         |
| Königshütte                      | 74 811               | 44 052    | 42 628    | 31 864 (74,7 %)        | 10 764 (25,3 %)                         |
| Kreuzburg-en-Haute-Silésie (de)  | 52 558               | 40 602    | 39 627    | 37 975 (95,8 %)        | 1 652 (4,2 %)                           |
| Leobschütz (de)                  | 78 247               | 66 697    | 65 387    | 65 128 (99,6 %)        | 259 (0,4 %)                             |
| Lublinitz                        | 55 380               | 29 991    | 29 132    | 15 453 (53,0 %)        | 13 679 (47,0 %)                         |
| Namslau (de)                     | 5 659                | 5 606     | 5 481     | 5 348 (97,6 %)         | 133 (2,4 %)                             |
| Neustadt-en-Haute-Silésie        | 51 287               | 36 941    | 36 093    | 31 825 (88,2 %)        | 4 268 (11,8 %)                          |
| Oppeln, ville                    | 35 483               | 22 930    | 21 914    | 20 816 (95,0 %)        | 1 098 (5,0 %)                           |
| Oppeln (de)                      | 123 165              | 82 715    | 80 896    | 56 170 (69,4 %)        | 24 726 (30,6 %)                         |
| Pless (de)                       | 141 828              | 73 923    | 72 053    | 18 675 (25,9 %)        | 53 378 (74,1 %)                         |
| Ratibor, ville                   | 36 994               | 25 336    | 24 518    | 22 291 (90,9 %)        | 2 227 (9,1 %)                           |
| Ratibor (de)                     | 78 238               | 45 900    | 44 867    | 26 349 (58,7 %)        | 18 518 (41,3 %)                         |
| Rosenberg-en-Haute-Silésie       | 54 962               | 35 976    | 35 007    | 23 857 (68,1 %)        | 11 150 (31,9 %)                         |
| Rybnik                           | 160 836              | 82 350    | 80 266    | 27 919 (34,8 %)        | 52 347 (65,2 %)                         |
| Tarnowitz                        | 86 563               | 45 561    | 44 591    | 17 078 (38,3 %)        | 27 513 (61,7 %)                         |
| Tost-Gleiwitz (de)               | 86 461               | 48 153    | 47 296    | 20 098 (42,5 %)        | 27 198 (57,5 %)                         |
| Total                            | 2 073 663            | 1 220 979 | 1 186 758 | 707 393 (59,6 %)       | 479 365 (40,4 %)                        |

Toutes les villes et la plupart des villages donnent une majorité au rattachement à l'Allemagne. Toutefois, les districts de Pless (Pszczyna) et Rybnik au sud-est, Tarnowitz (Tarnowskie Góry) à l'est et Tost-Gleiwitz (Gliwice) au centre offrent une forte majorité au rattachement à la Pologne, et pour Lublinitz (Lubliniec) et Groß Strehlitz (Strzelce Opolskie), on arrive à une quasi-égalité. Tous les districts de la zone industrielle disposent d'une majorité en faveur de l'Allemagne, même si pour Beuthen et Kattowitz, cette majorité est uniquement obtenue grâce au vote urbain, les campagnes penchant pour le rattachement à la Pologne (80 % des voix à la ville de Kattowitz mais seulement 60 % sur le district globalement). Il faut donc considérer qu'une part importante des Silésiens d'ascendance polonaise a donné ses voix au parti pro-allemand.
La commission interalliée délibère ensuite sur la base de ces résultats. Toutefois, l'accord n'est pas immédiat, les Britanniques proposant une frontière davantage à l'est que les Français, ce qui laisserait moins de territoires industrialisés à la Pologne.

## Après le vote

### Troisième insurrection
En fin avril 1921, lorsque le parti pro-polonais commence à craindre que la partition se fasse selon le tracé britannique, il lance une nouvelle insurrection populaire. Korfanty mène le soulèvement en appelant à l'action armée afin de maximiser la zone devant passer sous contrôle polonais. Il bénéficie d'un fort soutien au niveau local mais de peu d'appui à Varsovie.
Les volontaires allemands convergent alors dans la région pour lutter contre les insurgés, et de violents combats se déroulent entre la fin du printemps et le début de l'été 1921. Les porte-paroles de la communauté germanophone émettent de virulentes protestations contre les forces d'occupation françaises, qu'ils accusent d'avoir favorisé l'insurrection en refusant d'agir contre les actes belliqueux des Polonais.
Douze jours après le début du soulèvement, Wojciech Korfanty propose de retirer ses troupes au-delà d'une ligne de démarcation si les territoires quittés sont occupés non par les forces allemandes mais par les Alliés. Le 1er juillet 1921, les troupes britanniques regagnent la Haute-Silésie pour aider les Français à contrôler la zone. En parallèle, la commission interalliée prononce une amnistie générale pour les auteurs d'actes illégaux durant cette période de trouble sauf les actes de vengeance et de barbarie.
Les forces allemandes se replient finalement. Les accords obtenus tant des Allemands que des Polonais, les appels au calme des deux communautés, le déploiement de six bataillons de forces alliées et les efforts pour désarmer les milices locales permettent de pacifier la zone.

### Partition
Le Conseil suprême de la commission interalliée ne parvenant pas à un accord de partition de la Haute-Silésie sur la base des résultats, parfois déroutants, du plébiscite, il décide de porter la question devant le conseil de la Société des Nations. Sur la base des rapports établis par une commission ad hoc de la Société des Nations et sur le témoignage de ses experts, le conseil décide d'attribuer la majeure partie du triangle industriel à la Pologne. Cette dernière obtient pratiquement la moitié de la population du territoire plébiscitaire, soit 965 000 des 1 950 000 Haut-silésiens, mais moins du tiers du territoire, soit 3 214,26 des 10 950,89 km2 en jeu. Toutefois, cela représente plus de 80 % du potentiel industriel de la région.

### La région divisée: administrations allemande et polonaise

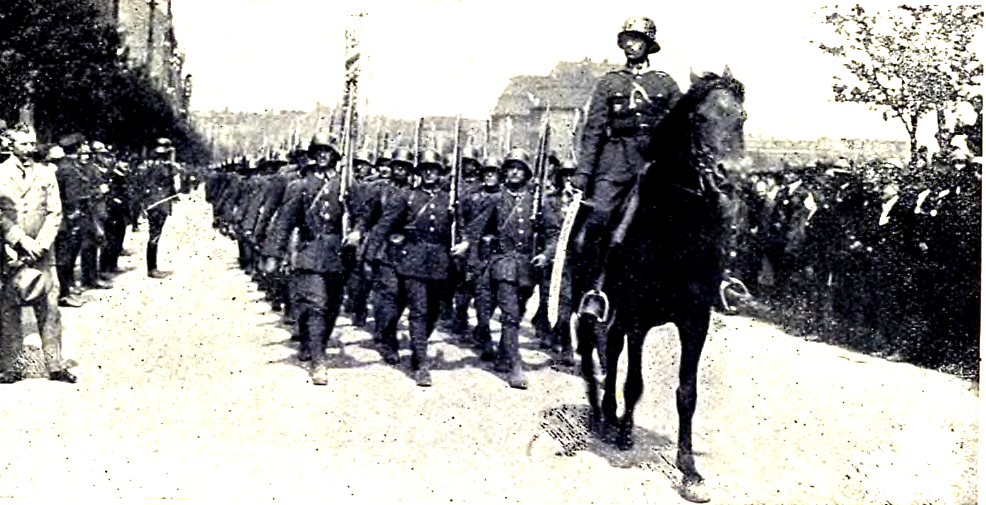
Défilé de l'armée polonaise à Katowice en 1922.

Les gouvernements allemand et polonais, contraints par la Société des Nations, confirment qu'ils amélioreront la prise en compte et la protection des minorités et de leurs intérêts durant les 15 années qui suivent. Des mesures coercitives avaient été prévues dans le cas où l'un ou l'autre des pays ne respecterait pas ses engagements. Dans la réalité, la minorité allemande subit du côté polonais une forte discrimination.
Le gouvernement polonais, conscient de l'importance de la région pour l'économie de la Pologne et de la portée du mouvement autonomiste, qui s'est développé à l'occasion du plébiscite, accorde à la Haute-Silésie un Parlement silésien au statut d'assemblée constituante, et au conseil de Voïvodie de Silésie la qualité de corps exécutif. Côté allemand, au sein du nouvel État libre de Prusse, on forme la nouvelle province de Haute-Silésie (en allemand : Oberschlesien), dont le siège se trouve à Oppeln. Là aussi, un régime spécial est mis en place avec une réelle autonomie.

## Cas particulier: la région de Hlučín
La région de Hlučín, à l'extrême sud du landkreis (district) de Ratibor, a fait l’objet d'un traitement particulier. Majoritairement tchécophone, elle est rattachée à la Tchécoslovaquie nouvellement constituée, le 4 février 1920, sans passage par un plébiscite. Il s'agit de l'application de l'article 83 du traité de Versailles.